# Großer Löffler
Großer Löffler (wł. Monte Lovello) – szczyt w Alpach Zillertalskich, w Alpach Wschodnich. Leży na granicy między Austrią (Tyrol) a Włochami (Trydent-Górna Adyga). Na północ od szczytu leży Kleiner Löffler, na zachód Westliche Floitenspitze i Östliche Floitenspitz, a na południe Schneeschneide. Normalna droga na szczyt prowadzi ze schroniska Greizer Hütte (2226 m).
Pierwszego wejścia, 12 września 1843 r. dokonał Markus Vincent Lipold.